# Lunetist
Un lunetist este un luptător care operează singur, într-o pereche sau cu o echipă de lunetist, pentru a menține un contact vizual apropiat cu inamicul și a le împușca din poziții ascunse sau distanțe care depășesc capacitățile lor de detectare. În general, au o pregătire specializată și folosesc puști și optică de înaltă precizie și adesea alimentează informații înapoi la unitățile sau bazele lor militare.
În plus față de fotografiere și fotografiere pe distanțe lungi, lunetiștii militari sunt instruiți într-o varietate de tehnici: detectarea, urmărirea și metoda de estimare a gamei țintă, camuflajul, ambarcațiunile de câmp, infiltrarea, recunoașterea și observarea specială, supravegherea și achiziția țintă.

## Vezi și
- Listă de lunetiști din Al Doilea Război Mondial
- Tatiana Baramzina